# 스피시즈 (영화)
《스피시즈》(영어: Species)는 미국에서 제작된 로저 도널드슨 감독의 1995년 SF 공포 스릴러 영화이다. 벤 킹즐리, 마이클 매드슨, 앨프리드 몰리나, 포리스트 휘터커, 마그 헬건버거 등이 출연하였고, 데니스 펠드먼 등이 제작에 참여하였다. 너태샤 헨스트리지의 영화 데뷔작이다.
속편 《스피시즈 2》(1998)로 이어진다.

## 줄거리
지구 과학자들은 지구 밖 생명체가 존재하는 행성을 찾으려고 외계의 지적 생명 탐사(SETI) 프로그램에서 아레시보 메시지 형태로 지구, 서식 생물, DNA 구조 등에 관한 정보가 담긴 방송을 보내왔다. 이들은 무한 에너지를 만드는 방법, 외계인 DNA 견본과 외계인 DNA와 인간 DNA를 이어 맞추는 법(splice)을 수신하자 자신들이 친절한 외계인들과 교류하고 있다고 여긴다.
제이비어 피치가 이끄는 정부팀은 여성이 훨씬 유순하고 제어가 쉬울 거라는 가정 하에 인간과 외계인의 혼종 여성체를 만드는 유전학 실험을 한다. 한 실험용 난자가 성공하자 이들은 여기에 실이라는 이름을 붙이고, 인간의 겉모습을 한 실은 3개월 만에 12살 연령으로 성장한다. 그러나 실은 난폭한 성향을 분출하고, 과학자들은 실을 위험한 존재로 간주한다. 이들은 실의 방을 봉쇄하고 사이안화물 가스를 살포하지만 실은 방을 탈출한다.
정부는 힘, 재생 능력, 지능이 뛰어난 실이 자손을 퍼뜨려 인류를 멸망시킬까 두려워하며 실을 추적해 죽이는 목적의 정부 팀을 구성한다. 인류학자 스티븐 아든, 분자 생물학자 로라 베이커, 타인의 마음을 읽고 존재를 감지하는 정신 감응 능력이 있는 “엠패스” 댄 스미스슨, 용병 프레스턴 “프레스” 레넉스가 이에 포함된다. 도망 중 실은 20대 초반 성인이 되어 로스앤젤레스로 향한다.
실은 자신을 당국에 알리려는 사람들을 죽이고, 정부팀은 계속 한 발자국씩 뒤처진다. 실은 숲에서 한 여자를 납치하고 신분을 훔친 뒤 교통 사고를 통해 만난 짐 케리라는 남자의 집에서 피치를 몰래 지켜본다. 실은 피치의 입술을 읽고 정부팀이 나이트클럼에 잠복하고 있다가 자신을 잡을 생각이라는 걸 알게 된다. 실은 고전압 변압기에 차를 박고 자신이 납치했던 여성을 그 안에서 죽게 해 본인의 죽음을 위장한 후 머리를 자르고 염색한다.
정부팀이 호텔에서 임무 완수를 자축하는 사이 실이 몰래 이 호텔까지 쫓아온다. 실은 자신이 끌리던 프레스가 로라와 맺어지고 성관계를 갖기 시작하자 방문 앞에서 이를 엿들으며 괴로워하다가 아든의 방에 들어가 그를 유혹한다. 아든과 관계를 맺은 실은 바로 수태하고, 아든이 자신의 정체를 알아차리자 죽여 버린다.
댄은 실이 호텔에 있음을 감지하고 팀에 알린다. 변태한 실은 하수관을 통해 도망하고 그 뒤를 팀이 쫓는다. 피치를 급습해 죽인 실은 출산을 하고, 실의 새끼는 몇 분 사이에 아동 크기로 성장해 댄을 공격한다. 댄이 화염방사기로 새끼를 불태우고, 프레스가 유탄 발사기로 실을 처리한 뒤 팀은 철수한다. 실의 찢어진 촉수를 먹고 흉폭하게 변형된 쥐가 다른 쥐를 공격하기 시작한 것을 모른 채.

## 출연진
- 너태샤 헨스트리지 - 실 역
  - 미셸 윌리엄스 - 12세 연령의 실 역
  - 프랭크 웰커 - 외계인 실 역 (목소리)
- 벤 킹즐리 - 제이비어 피치 역
- 마이클 매드슨 - 프레스턴 “프레스” 레넉스 역
- 앨프리드 몰리나 - 스티븐 아든 박사 역
- 포리스트 휘터커 - “엠패스” 댄 스미스슨 역
- 마그 헬건버거 - 로라 베이커 박사 역
- 윕 허블리 - 존 케리 역
- 매슈 애시퍼드 - 클럽의 남성 역

## 기타 제작진
- 협력 제작: 마크 에저턴
- 배역: 어맨다 매키 존슨, 캐시 샌드리치
- 미술: 존 무토
- 의상: 조 I. 톰프킨스
- 믹싱: 랜디 톰
- 특수 효과: 리처드 에들런드, H. R. 기거, 스티브 존슨스 XFX

## 시청 등급
- 대한민국: 청소년 관람불가

## 우리말 녹음
MBC 성우진
- 황일청 - 피치 (벤 킹즐리)
- 손정아 - 로라 (마그 헬건버거)
- 강희선 - 실 (너태샤 헨스트리지)
- 권혁수 - 프레스 (마이클 매드슨)
- 이우신 - 댄 (포리스트 휘터커)
- 안지환 - 아든 (앨프리드 몰리나)
- 한규희
- 이승환
- 안장혁
- 변종필
- 엄현정
- 윤성혜
- 이철용
- 정남
- 최석필
- 김아영
- 김용준
- 송준석
- 오주연
- 이상범
- 최수진